# 帚虫动物门
是动物界的一个门，其中所有动物的成虫均体态修长，生活于浅海的海床上，以触手冠滤食，长度约12厘米。大部分物种生活于几丁质构成的虫管中。帚虫消化道为U型，肛门位于触手冠外侧。其血液循环依靠肌肉推动，血管自躯干末端向上延伸并发散至各条触手后回流。帚虫运动能力不佳，但在面临天敌时可快速收回触手冠。大部分帚虫仅能进行有性生殖，雄性帚虫会将精子团撒入海水中并在雌性帚虫体内受精。受精卵会在海水中先发育为随波逐流的辐轮幼虫，待器官发育完全后再变态发育为成虫。帚虫的天敌有鱼、蟹和线虫，部分帚虫会通过化学物质来使自己变得难以下咽而避免捕食。

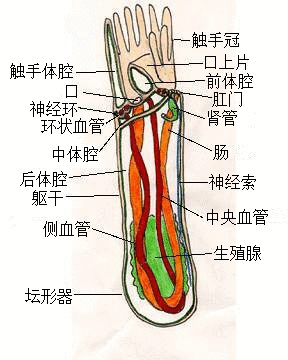
成年帚蟲解剖圖

帚虫动物门属触手冠动物，与腕足动物门是姐妹群。学界曾一度认为该类群属后口动物，但分子生物学证据却标明帚虫动物门是原口动物。

## 外貌描述
帚虫动物门物种体态极为修长，大致呈圆柱形。大部分物种体长在2—20厘米之间，宽仅有1—2毫米，平均体长12厘米 。帚虫会分泌几丁质构建虫管包裹全身，仅会露出触手冠。其触手冠多为马蹄形或月牙形，内部中空。

## 物种分布
帚虫分布于除去南大洋外的所有海域，水深一般不超过400米，在浅海和潮间带最为常见。大部分帚虫栖息于沉积物松软的海床上，但部分物种可在礁石上凿洞并于其中构筑虫管。

## 进食、消化与排泄

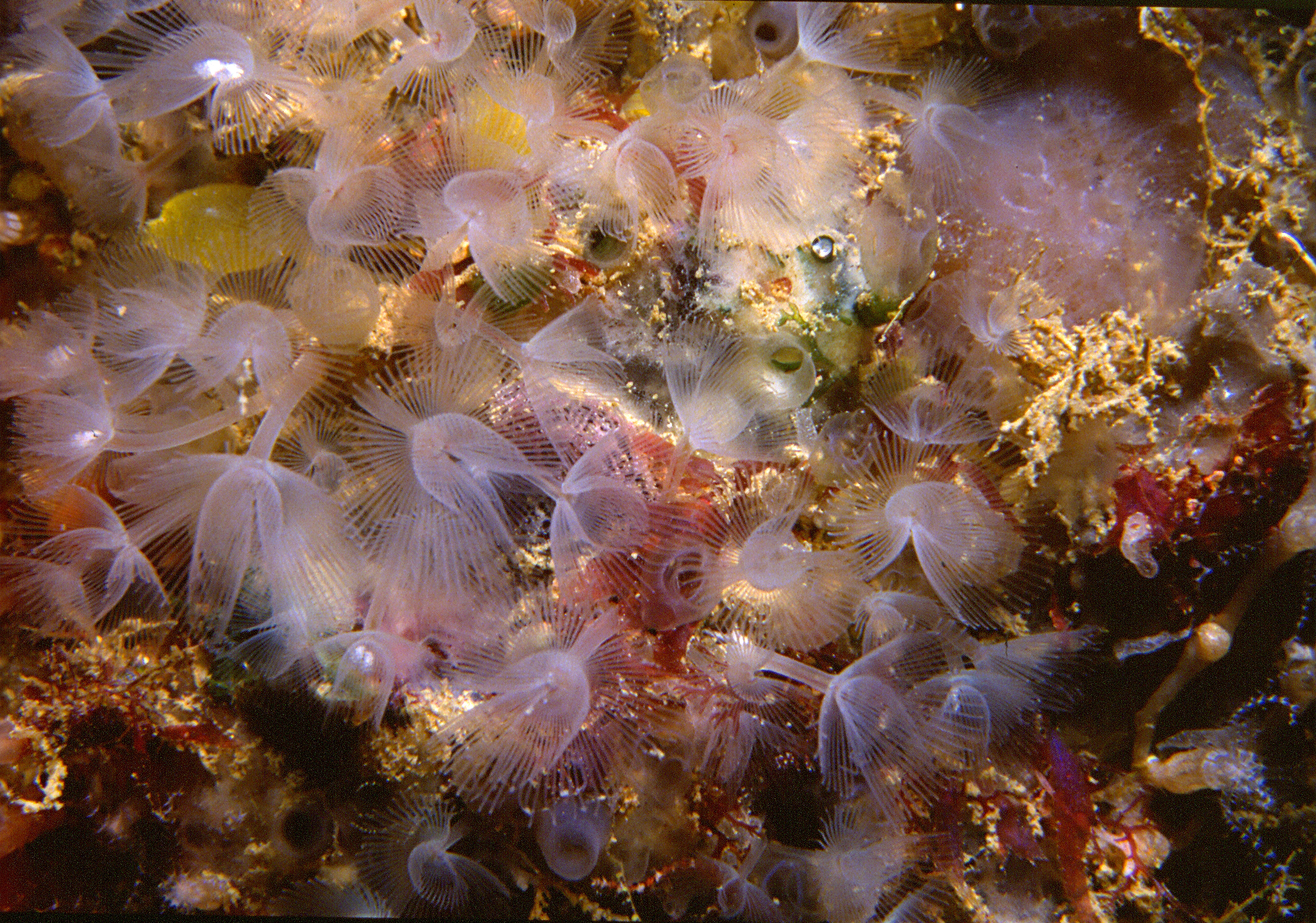
图中白色结构即为帚虫的触手冠，其依赖该结构获取食物与换气

所有帚虫动物门物种均是滤食性动物，以水中的有机残渣、藻类、无脊椎动物幼虫等细小物质为食 。其主要通过触手冠上的纤毛进食：两侧的纤毛使水向下流动，由靠近底端的纤毛捕获水流中的食物颗粒并将其弹入口中，而不可食的物质则会被弹出。其嘴位于触手冠内部，并偏向其中一侧。帚虫的消化道呈U型，食物先自向下的食道进入位于身体最底部的胃并停留约半小时。胃壁会分泌酶以助消化。随后食物会进入向上的肠道并由长有纤维的肠细胞吸收营养物质。帚虫的肛门则位于触手冠下方。此外，部分帚虫可通过表皮吸收氨基酸，这一现象在夏季尤为常见。
帚虫血管壁上的足细胞会对其体腔液进行初步过滤，并由漏斗状的原肾管再次过滤后自肾孔排出体外。

## 血液循环
帚虫的血管末端位于胃部附近腹膜，并有单向的毛细血管向胃部供给氧气。血管自身体两侧上升至触手冠根部后分流至各条触手内完成换气，随后自体壁内侧回流至触手冠根部汇合。帚虫无心脏，而是依靠血管两侧的肌肉推动血液循环。帚虫血管中携带氧气的物种为血红蛋白，这在与其体型相仿的无脊椎动物中很不寻常，可能是帚虫为适应缺氧环境而演化而来。在受刺激时，帚虫的血液流向可能会转变。

## 神经与运动

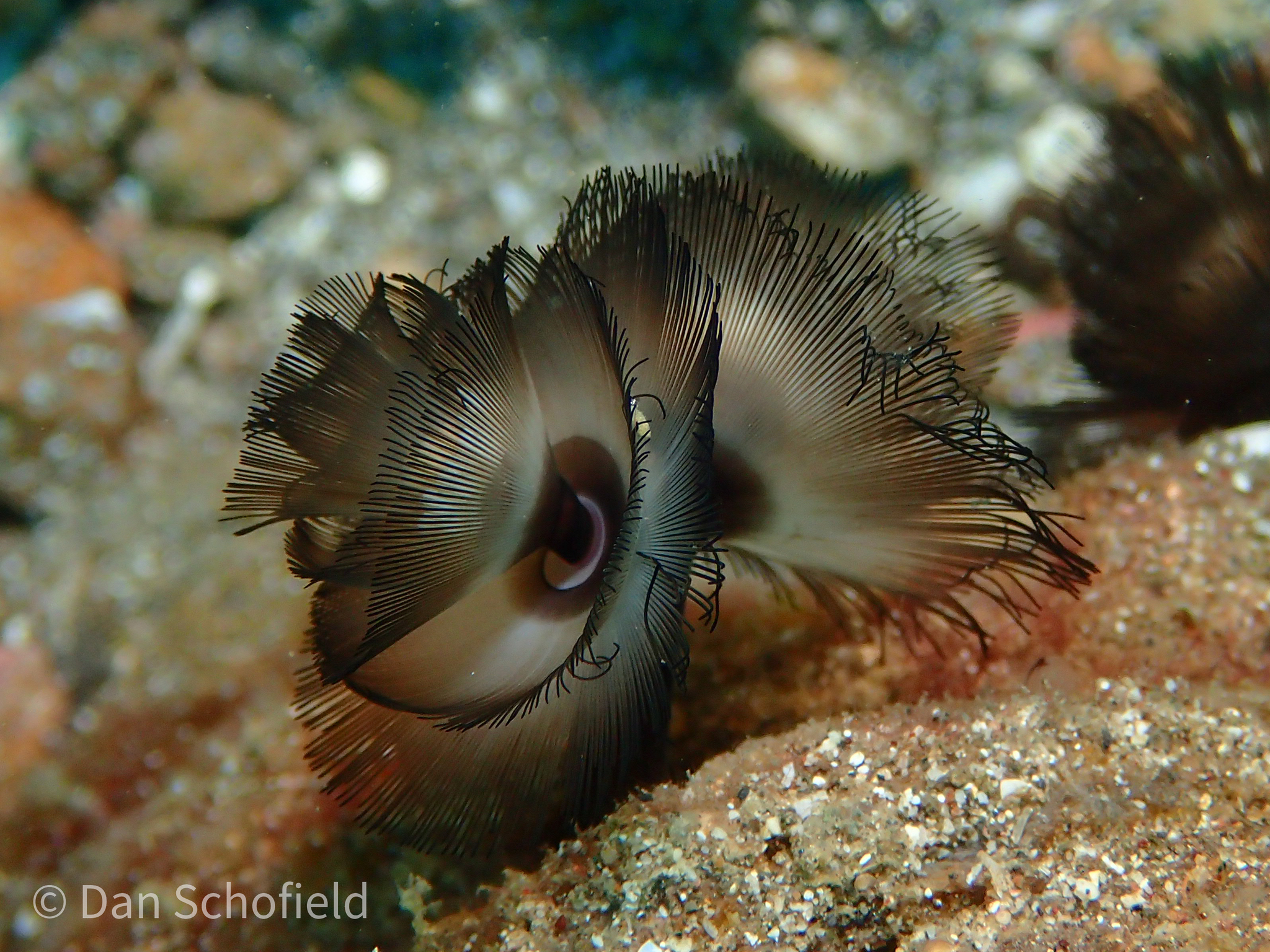
伸出虫管外的帚虫触手冠；其可快速将该结构收回虫管内

帚虫的神经中枢位于其触手冠与肛门之间，且在触手冠根部有神经网连接各触手以及体壁肌肉。大部分帚虫均有一根内含巨大轴突的神经干，唯独Phoronis ovalis有两根。其巨大轴突的作用可能是便于其快速将触手冠收回虫管内。除去收回触手冠外，帚虫的运动能力相当有限。其能做出的动作包括自虫管中探出部分身体和将食物自触手冠送入口中，离开虫管时还可弯曲身体或钻入泥沙。

## 生命周期
帚虫多在8—10个月时达到性成熟，寿命约一年。

### 无性生殖
已知最小的帚虫Phoronis ovalis是唯一一种在自然情况下会进行无性繁殖的物种。其身体会一分为二，两段大小大致相同，随后会各自长成完整的帚虫。此外，该种帚虫还可进行出芽生殖。在实验室环境下，其他帚虫也可进行无性繁殖，但两段需均有生殖腺组织。

### 有性生殖

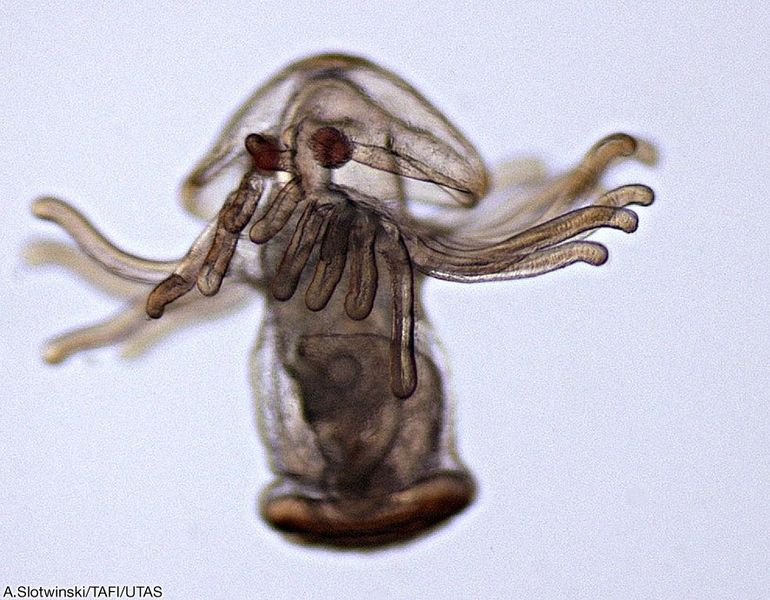
帚虫的辐轮幼虫阶段

帚虫的生殖腺位于血管内壁，卵子生成和精子发生的均在此进行。其卵子会留在雌性帚虫体内等待受精，而精子则会在原管肾内聚集成团并被排出体外。雌性帚虫会直接将受精卵排入海水中，此后受精卵会进行辐射卵裂并发育为辐轮幼虫。辐轮幼虫有正趋光性，依物种不同可能呈黄白色或完全透明。其大致呈筒状，口位于顶端，其下有一圈用于进食的触手和用于划水的纤毛。辐轮幼虫会在海水中随波逐流数日到数周，期间会逐渐通过裂腔发育长出完整的消化道、血管和触手冠，并在完全成熟后落至海床上。随后，辐轮幼虫的身体结构会大幅改变至与成虫相似：纤毛收回至肌肉，嘴部下凹至触手冠内侧，消化道弯曲成U形，表皮细胞会分泌出几丁质以构造虫管。

## 生态关系

### 共生
Phoronis australis仅在角海葵的躯干上构筑虫管，一只角海葵的躯干上最多可容纳超过100只帚虫。这一偏利共生关系不但可为帚虫提供额外的食物，且由于海葵会在天敌接近时收回触手，帚虫亦可通过此机制提前感知到天敌。

### 天敌与寄生虫
帚虫的天敌包括鱼类、螃蟹和线虫。部分帚虫物种会分泌天敌厌恶的化合物以免遭捕食，其中又以触手冠和躯干前端等常伸出虫管的部位对天敌而言最难以下咽。这一特质使得帚虫可形成相当密集的种群，有时可达每平方米2万6千余只。然而红黄道蟹和若鲉杜父鱼等天敌似乎并不会受化合物影响。
帚虫是数种吸虫的中间宿主。

## 化石记录
帚虫动物门的化石记录相当稀缺。有观点认为寒武纪澄江生物群中的化石 Iotuba chengjiangensis因有触手和U型肠道而属于帚虫动物门。然而，其他学者认为此化石外貌更接近鳃曳动物门。另一种出土于加拿大阿尔伯塔省早寒武纪地层中的化石Lingulosacculus nuda有一对类似于腕足动物但并未矿化的壳以及大量位于壳外的组织，因此有学者认为该物种系帚虫动物门与舌形贝纲共同的干群。此外，出土于南澳大利亚州同一时期地层的触手冠动物Eccentrotheca因其有管状化石也有可能是帚虫动物。
出自泥盆纪、侏罗纪和白垩纪的痕迹化石Talpina很有可能是帚虫栖息的洞穴。

## 演化关系
分子生物学证据认为帚虫动物门与腕足动物门是姐妹群，二者与苔藓动物门共同构成触手冠动物这一演化支。该演化支的胚胎发育模式与棘皮动物、脊椎动物等后口动物非常相似，如其胚胎均为辐射卵裂而非螺旋卵裂、胚孔均变为肛门而非口腔。因此，20世纪的生物学家多认为触手冠动物亦是后口动物。有学者根据生物形态学证据推测触手冠动物可能与半索动物门羽鳃纲的物种关系密切.、
然而，后续的分子生物学证据表明触手冠动物实际上与后口动物关系疏远，应当隶属原口动物中的冠轮动物总门，而形态上的相似之处则是趋同演化所致。此外，有学者指出触手冠动物和后口动物的胚胎发育模式亦有明显不同，进一步证明帚虫动物门等应属于原口动物。

## 下辖分类
帚虫动物门内目前仅有2属，分别为Phoronis和Phoronopsis，共有13种。